# Brachytrachelopan mesai
Brachytrachelopan mesai  (gr. "dios de los pastores de cuello corto de Daniel Mesa") es la única especie conocida del género extinto Brachytrachelopan de dinosaurio saurópodo dicreosáurido, que vivió a finales del período Jurásico, hace aproximadamente 150 millones de años, en el Titoniense, en lo que hoy es Sudamérica. Brachytrachelopan notablemente rompe con varias supuestas características sobre los saurópodos, ya que era de un pequeño tamaño y su cuello era asombrosamente corto si lo comparamos con los otros saurópodos.

## Descripción
Brachytrachelopan es un inusual saurópodo de cuello corto de solo 10 metros de largo. Rauhut et al. notaron que el alto grado de fusión entre los arcos neurales preservados y sus respectivos centros, la considerable fusión entre los cuerpos de las vértebras sacras, arcos neurales sacros, es evidencia que el ejemplar es un adulto, por lo tanto, el cuerpo pequeño no es una reliquia de la ontogenia. A raíz de la longitud de su cuello, se plantea que pudo haber presentado un estilo de vida muy distinto a los que poseían un cuello más largo, ocupando un nicho ecológico que sus compañeros de infraorden no ocuparon. Probablemente se alimentaba de la vegetación a una altura de 1 a 2 metros, siendo posible que fuese muy selectivo en elegir sus alimentos.

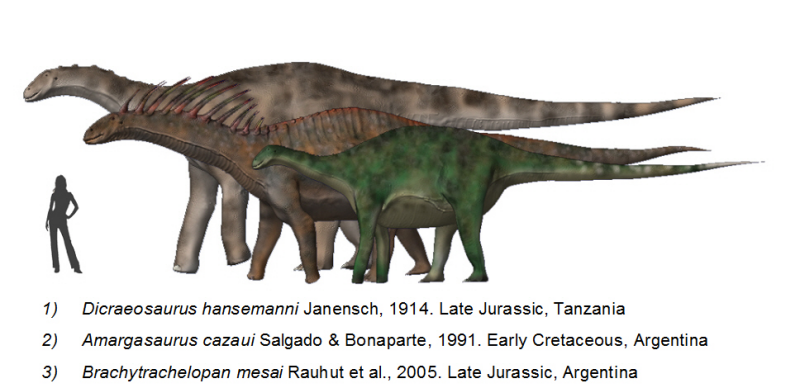
Comparación con un humano.

Su cuello era aproximadamente un 40 % más corto que el de los otros dicreosáuridos y el más corto de todos los saurópodos conocidos. Su longitud se estima en 1,1 metros. Este cuello tenía 12 vértebras, pero estas eran mucho más cortas que las comunes encontradas en otros saurópodos conocidos. Esto representaba el 75% o menos incluso de la longitud de la columna vertebral dorsal. Mientras tanto, en otros saurópodos esta proporción habría alcanzado 400%, 123% en Dicraeosaurus y 136% en Amargasaurus. La forma de las vértebras es fuertemente opistocélica, un patrón de articulación vertebral en el que las vértebras individuales son convexas anteriores y cóncavas posteriormente. Este acortamiento de los cuerpos vertebrales fue responsable del inusual cuello corto. El eje antero-posterior de las vértebras no excede a su altura. El centro vertebral más largo solo medía 10 centímetros. Existe una lámina centropostcigapofisaria que estaba bien desarrollada, como columna. Ambas propiedades son características de diagnóstico, aunque la reducción vertebral también se produjo en Dicraeosaurus. Los pleurocelos, unas cavidades internas en el hueso, por lo general se presume que es un espacio lleno de aire, presumiblemente una adaptación de ahorro de peso, no están presentes en cualquiera de los de las vértebras presacrales conservadas. Las últimas tres vértebras cervicales tienen grandes depresiones en los lados, como las dos primeras dorsales. Las laminas del arco estaban bien desarrolladas. Llama la atención las apófisis espinosas alargadas, como vara y separada en dos partes, así como una pendiente significativa de las apófisis espinosas en el centro de la columna vertebral cervical, a partir de la parte frontal del cuerpo vertebral, también colocada entre las características de diagnóstico de Brachytrachelopan. Había costillas cervicales, pero que no alcanzan una longitud considerable. Llegaron sólo ligeramente por detrás del borde posterior del cuerpo. Las últimas muestran ciertas propiedades intermedias entre las costillas cervical y dorsales.
Las demás vértebras de la columna vertebral diferían de lo discutido previamente. Tanto la sección dorsal y la sacra sus articulaciones son anfiplaticélica, las articulaciones son cóncavas en ambos extremos o planas. La base de las apófisis espinosas de las primeras seis vértebras dorsales muestran una posición vertical, y las mismas protuberancias se inclinan hacia adelante. En la transición entre la sección de columna cervical y dorsal también cambian la dirección de las parapófisis de la anterior-ventral a anterior dorsal. En la parte dorsal se presenta una bien construida lámina centropostcigapofisial. Aquí también, se caracterizan por la separación que se hace en la parte superior alargando hacia la parte delantera de las apófisis espinosas, por lo menos en las primeras seis para en la séptima apareciendo la apófisis espinosa descrito por Rauhut et al. como una amplia forma de pétalo de flor . Las apófisis espinosas de la columna vertebral comprende la siguiente placa, prespinal, postespinal, espinocigapofisial y láminas espinopostcigapofisial laterales, de lo contrario, poseen procesos espinodiapofisial más corto. Whitlock por su parte vio la unión de conexión adicional entre los nervios como la única autapomorfía del tipo. Las costillas en este tramo se dirigen hacia la parte trasera. Una excepción fue el par más distal. Se dividieron en torácicas y abdominales. El primero, este grupo incluye siete pares, son amplias a intervalos correspondientes a más o menos de igual tamaño, y las costillas abdominales se extiende hacia detrás de la pelvis estrecha y dispuestas densamente.  A pesar de las costillas conservadas y sus articulación con la columna vertebral no hay gastrolitos. Los músculos de la espalda no explican las principales diferencias con los eusaurópodos, distinción que involucra principalmente los tendones y los músculos secciones transversales. Hay 3 principales grupos de ellos. El más cercano al plano medio del cuerpo el músculo transverso espinal estaba provisto en dicreosáuridos y diplodocoideos de dos sistemas de tendones, lateralmente se encuentra el músculo dorsal ancho. Ambos grupos de músculos tienen anclajes en las vértebras, a diferencia de músculo ilio-costal, que se posee inserciones en las costillas. El sacro consistía de vértebras fusionadas con arcos escamosos y apéndices formado incluso un hueso. Las laminillas espinopostcigapofisiales están bien desarrolladas, pero menos en sentido espinodiapofisial, y las extremidades posteriores recuerdan a las de Dicraeosaurus.

## Descubrimiento e investigación

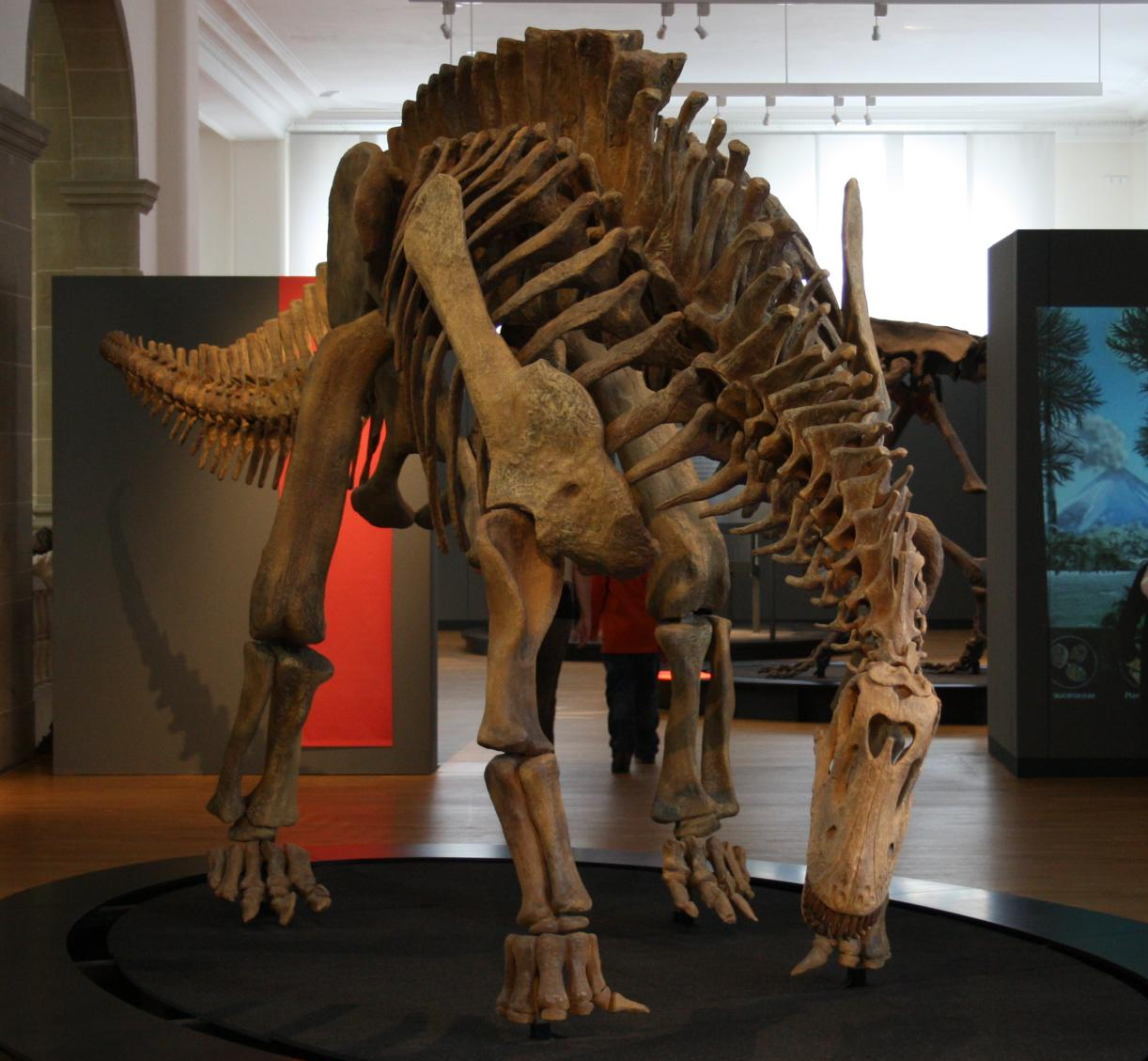
Esqueleto montado de Brachytrachelopan.

Los restos fósiles de Brachytrachelopan fueron encontrados por Daniel Mesa, un pastor de ovejas que buscaba algunos animales perdidos, y que marcó el lugar con una estaca. El lugar del hallazgo se llama Cerro Chivo, ubicado a 380 kilómetros al oeste de Trelew y a 25 kilómetros al noroeste de Cerro Cóndor, en la Formación Cañadón Calcáreo, provincia del Chubut, Patagonia Argentina que data del Titoniano, hace 150 millones de años atrás.
Un equipo de investigadores compuesto por argentinos y alemanes, integrantes de la Colección Estatal de Paleontología y Geología de Baviera, Múnich, Alemania y del Museo Paleontológico Egidio Feruglio de esa ciudad argentina, participaron en el rescate de los restos. En el mismo lugar se han encontrados dos carnívoros, tortugas, peces, sapos, ranas, un posible cocodrilo y otros pequeños vertebrados como también un pterosaurio, el primero conocido en el hemisferio sur en el período Jurásico. El equipo fue encabezado por el paleontólogo alemán Oliver Rauhut, con quien trabajaron los argentinos Gerardo Cladera y Pablo Puerta. El género se traduce como "Pan de cuello corto", haciendo referencia al trabajo de quien descubriera los restos, ya que Pan es el dios griego de los pastores y a la notable característica del dinosaurio. El nombre del dinosaurio, es colocado en honor al descubridor de los restos.
El holotipo, MPEF-PV 1716, aunque consta de restos muy incompletos, los elementos esqueléticos que se recuperaron fueron encontrados articulados e incluyen ocho vértebras cervicales, doce dorsales y tres sacras, así como las porciones proximales de las costillas cervicales posteriores y de todas las costillas dorsales, el extremo distal del fémur izquierdo, el extremo proximal de la tibia izquierda, y el ilion derecho. Se perdió mucho del espécimen probablemente debido a la erosión de muchos años, antes de su descubrimiento lo hallaran. Ninguna parte de las patas delanteras se conserva en su totalidad. Debido a la fuerte fusión de arcos vertebrales con sus cuerpos, se concluye que no puede haber sido un espécimen juvenil. Whitlock clasificó por porcentaje la cantidad de datos aportados por el material disponible. Encontraron que la falta de datos sobre el 100% del cráneo, 54% con respecto al esqueleto axial y el 97% cuando se trata de las extremidades. Como un valor medio reportado de 80%.

## Clasificación
Brachytrachelopan es colocado dentro de Sauropoda, entre los más avanzados Neosauropoda, en la superfamilia Diplodocoidea, perteneciendo a la familia Dicraeosauridae. Rauhut et al.diagnosticaron a Brachytrachelopan como diferente a otros saurópodos por las siguientes características: "...las vértebras cervicales individuales son más cortas antero-posteriormente que altas posteriormente. Otras apomorfías... incluyen una pronunciada, lámina centro-postcigapofiseal como un pilar en las vértebras cervicales, una pronunciada inclinación anterior en las espinas dorsales de las cervicales medias, con la punta extendiéndose más allá que el extremo anterior del centro, y las espinas neurales dorsales anteriores I a VI con bases vertical y extremos flexionados hacia adelante."
Siguiendo un análisis cladístico de 27 taxones de saurópodos con 154 caracteres anatómicos, Rauhut et al. asignaron a  Brachytrachelopan dentro de Dicraeosauridae, proponiendo que, dentro de este clado, debe ser considerado en un grupo hermano con el taxón africano Dicraeosaurus del Jurásico superior, en vez de Amargasaurus del Cretácico inferior sudamericano. Rauhut et al. concluye que esto es indicativo de una radiación evolutiva y de una dispersión rápida de Dicraeosauridae después de la separación de los continentes del norte con los del sur en el Jurásico medio.

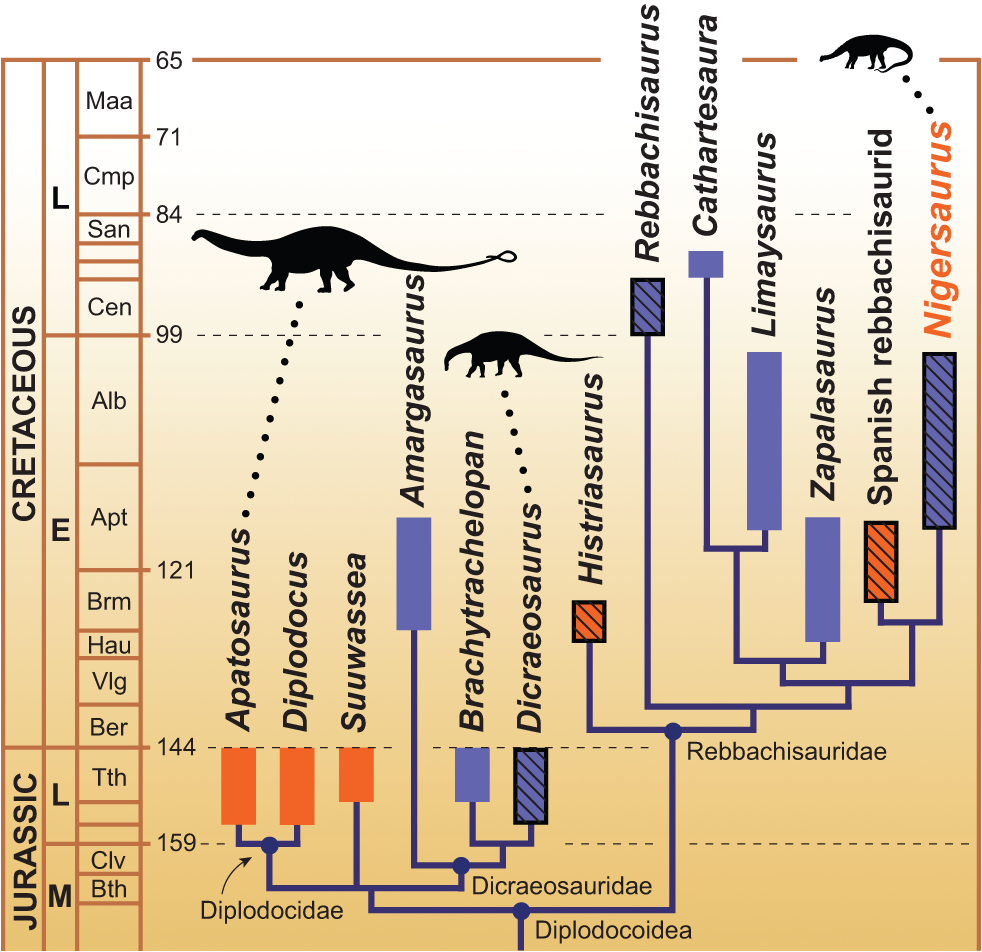
Cladograma de Diplodocoidea.

Como fue señalado por Taylor y Naish, en la filogenia de saurópodos existe un acuerdo general de que la denominación de los grupos que incluyen a los parientes de Diplodocus, que incluyen a  Brachytrachelopan es más desordenada. No todos tienen utilizan los mismos en nombres las definiciones y varios definiciones son contradictorias entre sí. Por lo tanto, Neosauropoda se define como un clado que incluye todos los taxones derivados del último ancestro común Diplodocus y Saltasaurus o Camarasaurus, dependiendo del autos de estas definiciones, aunque son equivalentes ya que incluyen exactamente el mismo grupo de animales. Dentro de los neosaurópodos Saltasaurus y Camarasaurus se incluyen en  Macronaria y todos los neosaurópodos más estrechamente relacionados con Diplodocus que con Saltasaurus se incluyen en Diplodocoidea ya propuesta por Marsh en 1884, también conocida como Diplodocimorpha que, aunque se defina de forma distinta es equivalente a Diplodocoidea y por lo tanto redundante. Esta posee el rango de superfamilia que incluye tres familias. Los más estrechamente relacionados con Rebbachisaurus que con Diplodocus forman la familia Rebbachisauridae. Mientras que el  clado que comprende Diplodocus, Dicraeosaurus el último ancestro común y todos sus descendientes se denomina Flagellicaudata. Dentro de este grupo hay otras dos familias, Diplodocidae y Dicraeosauridae. La primera familia incluye a géneros típicos como Diplodocus, Barosaurus y Apatosaurus. Por otro lado Dicraeosauridae incluye tres tipos, Dicraeosaurus, Amargasaurus y Brachytrachelopan. Dentro de ella todavía se puede distinguir una subfamilia, Dicraeosaurinae. Se puede definir como aquella que comprende a Dicraeosaurus y Brachytrachelopan pero no a Amargasaurus.
Sin embargo, la relación dentro de la familia Dicraeosauridae no es tan clara. En 1999, Salgado propuso que una de las dos especies de Dicraeosaurus, D. sattleri es más cercana a Amargasaurus que la otra especie, D. hansemanni. Este último sería de acuerdo con este punto de vista más estrechamente relacionada con Brachytrachelopan. Rauhut no está de acuerdo con esto, sin embargo, se necesita más estudio y en particular la posibilidad de una mejor definición de Dicraeosaurinae, especialmente a la luz de la necesidad planteada sobre una redescripción taxonómica de Dicraeosaurus debido al descubrimiento de Brachytrachelopan y Amargasaurus. Sin embargo, algunos trabajos recientes también apoyan la fuerte afinidad entre Dicraeosaurus y Brachytrachelopan, más cerca entre ellos que con Amargasaurus. Un trabajo más reciente no apoya este punto de vista, teniendo en cuenta sin embargo la inclusión como dicreosáurido basal con respecto a Suuwassea, anteriormente considerado como un miembro basal de Flagellicaudata, conectando a Diplodocus y Dicraeosauridae y creando en la tricotomía entre ellos, o que es un grupo hermano de Flagellicaudata.

### Filogenia
El siguiente cladograma se basa en el análisis filogenético realizado por Gallina  et al., que muestra las relaciones de Brachytrachelopan entre los otros géneros asignados de Diplodocoidea.

|  | Amargasaurus                                                        |
|  |                                                                     |
|  | \| \| Brachytrachelopan \| \| \| \| \| \| Dicraeosaurus \| \| \| \| |
|  |                                                                     |
|  | Brachytrachelopan                                                   |
|  |                                                                     |
|  | Dicraeosaurus                                                       |
|  |                                                                     |

|  | Brachytrachelopan |
|  |                   |
|  | Dicraeosaurus     |
|  |                   |

|  | Amargasaurus                                                        |
|  |                                                                     |
|  | \| \| Brachytrachelopan \| \| \| \| \| \| Dicraeosaurus \| \| \| \| |
|  |                                                                     |
|  | Brachytrachelopan                                                   |
|  |                                                                     |
|  | Dicraeosaurus                                                       |
|  |                                                                     |

|  | Brachytrachelopan |
|  |                   |
|  | Dicraeosaurus     |
|  |                   |

|  | Amargasaurus                                                        |
|  |                                                                     |
|  | \| \| Brachytrachelopan \| \| \| \| \| \| Dicraeosaurus \| \| \| \| |
|  |                                                                     |
|  | Brachytrachelopan                                                   |
|  |                                                                     |
|  | Dicraeosaurus                                                       |
|  |                                                                     |

|  | Brachytrachelopan |
|  |                   |
|  | Dicraeosaurus     |
|  |                   |

|  | Amargasaurus                                                        |
|  |                                                                     |
|  | \| \| Brachytrachelopan \| \| \| \| \| \| Dicraeosaurus \| \| \| \| |
|  |                                                                     |
|  | Brachytrachelopan                                                   |
|  |                                                                     |
|  | Dicraeosaurus                                                       |
|  |                                                                     |

|  | Brachytrachelopan |
|  |                   |
|  | Dicraeosaurus     |
|  |                   |

|  | Amargasaurus                                                        |
|  |                                                                     |
|  | \| \| Brachytrachelopan \| \| \| \| \| \| Dicraeosaurus \| \| \| \| |
|  |                                                                     |
|  | Brachytrachelopan                                                   |
|  |                                                                     |
|  | Dicraeosaurus                                                       |
|  |                                                                     |

|  | Brachytrachelopan |
|  |                   |
|  | Dicraeosaurus     |
|  |                   |

|  | Amargasaurus                                                        |
|  |                                                                     |
|  | \| \| Brachytrachelopan \| \| \| \| \| \| Dicraeosaurus \| \| \| \| |
|  |                                                                     |
|  | Brachytrachelopan                                                   |
|  |                                                                     |
|  | Dicraeosaurus                                                       |
|  |                                                                     |

|  | Brachytrachelopan |
|  |                   |
|  | Dicraeosaurus     |
|  |                   |

|  | Amargasaurus                                                        |
|  |                                                                     |
|  | \| \| Brachytrachelopan \| \| \| \| \| \| Dicraeosaurus \| \| \| \| |
|  |                                                                     |
|  | Brachytrachelopan                                                   |
|  |                                                                     |
|  | Dicraeosaurus                                                       |
|  |                                                                     |

|  | Brachytrachelopan |
|  |                   |
|  | Dicraeosaurus     |
|  |                   |

|  | Amargasaurus                                                        |
|  |                                                                     |
|  | \| \| Brachytrachelopan \| \| \| \| \| \| Dicraeosaurus \| \| \| \| |
|  |                                                                     |
|  | Brachytrachelopan                                                   |
|  |                                                                     |
|  | Dicraeosaurus                                                       |
|  |                                                                     |

|  | Brachytrachelopan |
|  |                   |
|  | Dicraeosaurus     |
|  |                   |

|  | Amargasaurus                                                        |
|  |                                                                     |
|  | \| \| Brachytrachelopan \| \| \| \| \| \| Dicraeosaurus \| \| \| \| |
|  |                                                                     |
|  | Brachytrachelopan                                                   |
|  |                                                                     |
|  | Dicraeosaurus                                                       |
|  |                                                                     |

|  | Brachytrachelopan |
|  |                   |
|  | Dicraeosaurus     |
|  |                   |

|  | Amargasaurus                                                        |
|  |                                                                     |
|  | \| \| Brachytrachelopan \| \| \| \| \| \| Dicraeosaurus \| \| \| \| |
|  |                                                                     |
|  | Brachytrachelopan                                                   |
|  |                                                                     |
|  | Dicraeosaurus                                                       |
|  |                                                                     |

|  | Brachytrachelopan |
|  |                   |
|  | Dicraeosaurus     |
|  |                   |

|  | Amargasaurus                                                        |
|  |                                                                     |
|  | \| \| Brachytrachelopan \| \| \| \| \| \| Dicraeosaurus \| \| \| \| |
|  |                                                                     |
|  | Brachytrachelopan                                                   |
|  |                                                                     |
|  | Dicraeosaurus                                                       |
|  |                                                                     |

|  | Brachytrachelopan |
|  |                   |
|  | Dicraeosaurus     |
|  |                   |

|  | Amargasaurus                                                        |
|  |                                                                     |
|  | \| \| Brachytrachelopan \| \| \| \| \| \| Dicraeosaurus \| \| \| \| |
|  |                                                                     |
|  | Brachytrachelopan                                                   |
|  |                                                                     |
|  | Dicraeosaurus                                                       |
|  |                                                                     |

|  | Brachytrachelopan |
|  |                   |
|  | Dicraeosaurus     |
|  |                   |

|  | Amargasaurus                                                        |
|  |                                                                     |
|  | \| \| Brachytrachelopan \| \| \| \| \| \| Dicraeosaurus \| \| \| \| |
|  |                                                                     |
|  | Brachytrachelopan                                                   |
|  |                                                                     |
|  | Dicraeosaurus                                                       |
|  |                                                                     |

|  | Brachytrachelopan |
|  |                   |
|  | Dicraeosaurus     |
|  |                   |

|  | Amargasaurus                                                        |
|  |                                                                     |
|  | \| \| Brachytrachelopan \| \| \| \| \| \| Dicraeosaurus \| \| \| \| |
|  |                                                                     |
|  | Brachytrachelopan                                                   |
|  |                                                                     |
|  | Dicraeosaurus                                                       |
|  |                                                                     |

|  | Brachytrachelopan |
|  |                   |
|  | Dicraeosaurus     |
|  |                   |

|  | Amargasaurus                                                        |
|  |                                                                     |
|  | \| \| Brachytrachelopan \| \| \| \| \| \| Dicraeosaurus \| \| \| \| |
|  |                                                                     |
|  | Brachytrachelopan                                                   |
|  |                                                                     |
|  | Dicraeosaurus                                                       |
|  |                                                                     |

|  | Brachytrachelopan |
|  |                   |
|  | Dicraeosaurus     |
|  |                   |

|  | Amargasaurus                                                        |
|  |                                                                     |
|  | \| \| Brachytrachelopan \| \| \| \| \| \| Dicraeosaurus \| \| \| \| |
|  |                                                                     |
|  | Brachytrachelopan                                                   |
|  |                                                                     |
|  | Dicraeosaurus                                                       |
|  |                                                                     |

|  | Brachytrachelopan |
|  |                   |
|  | Dicraeosaurus     |
|  |                   |

## Paleobiología
En su trabajo original, Rauhut et al. proponen que la tendencia de acortamiento de cuellos que se ve en los dicreosáuridos, la cual su mayor exponente es Brachytrachelopan, va en contra del alargamiento que se ve en otros linajes de saurópodos como braquiosáuridos, titanosaurianos, diplodócidos, etc. Esto indicaría que este grupo de saurópodos tuvo, "una adaptación al ramoneo bajo y debe haberse especializado en comer fuentes alimenticias específicas, como se había sugerido para Amargasaurus y Dicraeosaurus". La opinión generalizada es que en los saurópodos típicos el cuello largo evolucionó como una adaptación a la alimentación, asegurando el acceso a los alimentos sin tener que mover todo su cuerpo., aunque hay una segunda hipótesis que lo asocia a efectos de la selección sexual, que esta última es refutada por otros autores. Brachytrachelopan y su pariente Dicraeosaurus serián una excepción a esta tendencia. Parece que en la tendencia en los dicreeosáuridos era todo lo contrario, lo que implica un acortamiento del cuello. 

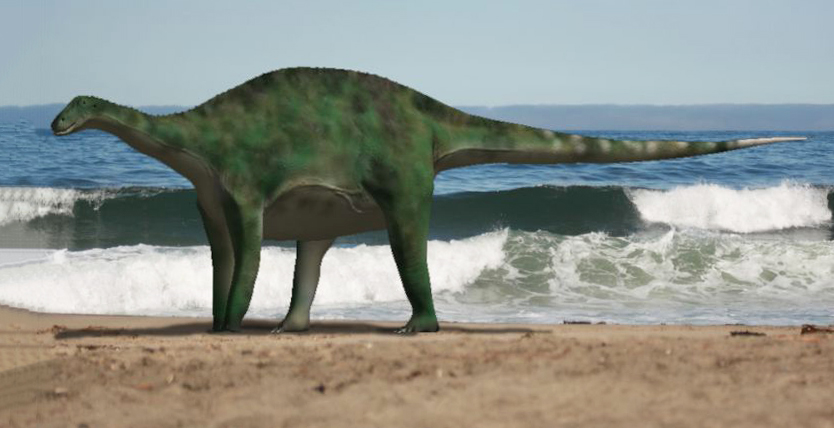
Recreación de un Brachytrachelopan.

Además, la morfología de los arcos neurales cervicales de Brachytrachelopan, que deben haber restringido significativamente los movimientos de flexión dorsal del cuello y es un indicador que apoya la teoría de que se alimentaba de plantas específicas que "crecieron a alturas de entre 1 a 2 metros." Rauhut et al. también sugiere que la dieta pudo haber sido un factor limitante en el tamaño del cuerpo entre los dicreosáuridos, y que ésta pudo haberlos puesto en el mismo lugar ecológico que "grandes ornitópodos iguanodontianos comedores de plantas bajas". Es notable que tales iguanodontianos grandes están ausentes de los sedimentos del Jurásico Superior de Gondwana que han producido todos los fósiles conocidos de dicreosáuridos, mientras que son abundantes en ecosistemas similares de la misma edad en Norteamérica, donde están ausentes los dicreosáuridos. Esto puede indicar que los iguanodontianos grandes y los dicreosáuridos, especialmente Brachytrachelopan, eran análogos ecológicos, resultando de la evolución paralela en dos linajes muy distintos de dinosaurios. En su opinión, está especialización en la alimentación de los dicreosáuridos le habría impedido alcanzar proporciones gigantescas, como fue el caso entre los no saurópodos, pero también entre diplodocoideos, que se especializaron en una dirección completamente diferente. Los individuos juveniles podrían de diplodocoideos como Brachytrachelopan, sin embargo, alimentarse selectivamente, y sólo alcanzado la madurez coun una dieta variada. Rauhut et al. publicación encontraron que los saurópodos pueden exhibir mayor ductilidad de lo que se cree.

## Paleoecología

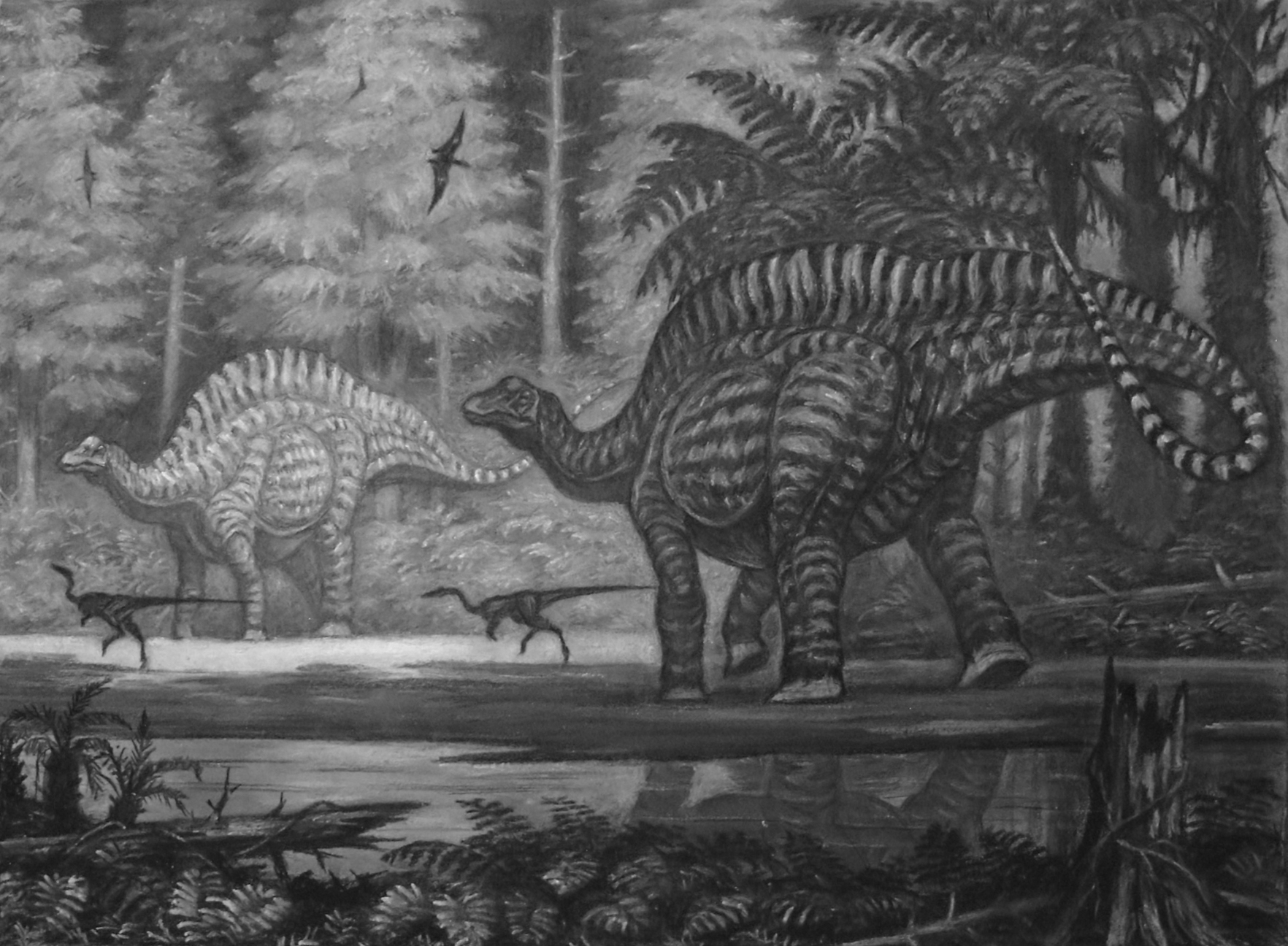
Dibujo que muestra una recreación de Brachytrachelopan mesai.

Brachytrachelopan vivió zonas en lo que es hoy la Patagonia, al final del período Jurásico, hace 150 millones de años. Rauhut et al. reconocieron que el descubrimiento de Brachytrachelopan confirma la idea de la rápida radiación evolutiva que se dio en los dicreosáuridos en finales del Jurásico, los cuales son solo conocidos en continentes del sur que con anterioridad pertenecían al supercontinente Gondwana, que a mediados del Jurásico se empezaron a separar de los continentes del norte. Como resultado de esta separación los dicreosáuridos habitaron los continentes de Gondwana en el Jurásico Superior y el Cretácico Inferior. Mientras que en África Dicraeosaurus solo es conocido de finales del Jurásico,  desde el Kimeridgiano al Titoniano, en Sudamérica formas como Amargasaurus y Brachytrachelopan vivieron hasta el Barremiano en el Cretácico Inferior. Dicraeosaurus vivía al norte del desierto en el centro del supercontinente de Gondwana, y Brachytrachelopan al sur de la misma, por lo cual sus antepasados tuvieron que cruzar este desierto en algún momento de la historia de la tierra.
En la descripción los autores de Brachytrachelopan, confirmaron que los dicreosáuridos son diferentes en estructura de los otros saurópodos a fin de ocupar distintos nichos ecológicos. Brachytrachelopan es un herbívoro. En la formación geológica, de la que provienen sus restos se formaron a partir de sedimentos de un río, aunque en la parte inferior se ve también el impacto de lagos y pantanos. Entre las plantas dominaban los Classopollis y Callialasporites, y Cyclusphaera. La presencia de Classopollis proporciona datos sobre un clima cálido como así como por la presencia de Nemestheria, Pseudestherites, también puede verse Euestheria y Congestheriella. También encontraron restos de fauna de peces, tetrápodos como representados temnospóndilos , tortugas , crocodilomorfos y terópodos, además de otro saurópodo, Tehuelchesaurus y restos no identificados de un posible braquiosáurido.